# Sotkronad eremit
Sotkronad eremit (Phaethornis augusti) är en fågel i familjen kolibrier.

## Utseende och läte
Sotkronad eremit är en stor brunaktig kolibri med lång stjärt. Undersidan är ljusgrå, ansiktet kraftigt tecknat och övergumpen kontrasterande roströd. Breda vita stjärtspetsar syns väl i flykten. Den skiljs bäst från långstjärtad eremit och tjocknäbbad eremit genom gråare fjäderdräkt och mer vitt i stjärten. Hanens sång består av två gnissliga toner följt av tre snabbare och ljusare toner. I flykten hörs ett ljudligt gnisslande, likt andra stora eremiter.

## Utbredning och systematik
Sotkronad eremit förekommer i norra Sydamerika. Den delas in i tre underarter med följande utbredning:
- Phaethornis augusti curiosus – förekommer i [[Sierra Nevada de Santa Marta]] (nordöstra Colombia)
- Phaethornis augusti augusti – förekommer från Colombia (östra Anderna och Macarenebergen) till bergen i norra Venezuela
- Phaethornis augusti incanescens – förekommer på tepuis i sydöstra Venezuela och angränsande Guyana

## Levnadssätt
Sotkronad eremit hittas i torr skog och i savannkanter. Där besöker den vida spridda källor för nektar och ses ofta flyga snabbt mellan dem.

## Status
Arten har ett stort utbredningsområde och beståndet anses stabilt. Internationella naturvårdsunionen IUCN listar den därför som livskraftig (LC).

## Namn
Fågelns vetenskapliga artnamn hedrar Auguste Sallé (1820-1896), fransk entomolog och samlare av specimen i tropiska Amerika 1846-1856.